# 加賀須野橋
加賀須野橋（かがすのばし）は、徳島県徳島市川内町と板野郡松茂町広島を結ぶ、今切川に架かる徳島県道220号川内大代線および徳島県道401号鳴門徳島自転車道線（鳴門徳島自転車道）の橋である。

## 概要
加賀須野橋は徳島県で唯一の可動橋である。

## 歴史
- 明治半ば - 1代目橋梁架設(民営)。
- 1923年 - 2代目橋梁架設(無料化)。
- 1954年 - 3代目橋梁架設。
- 1956年 - 開閉橋化。
- 1961年 - 改良。
- 2014年 8月8日- 4代目橋梁架設。

## 4代目橋梁への架け替え

新橋梁のイメージ

3代目橋梁の老朽化が進んでいたこと、また歩道が無く歩行者の通行が危険な状態であったことから、西側に新橋梁（2車線の昇開橋）が建設された。2009年12月25日着工。
2014年8月8日に開通。橋梁部は長さ237m、幅15mとなった。

## 近隣施設
- 新加賀須野橋
- 今切工業団地
- 国道28号
- 徳島空港

## ギャラリー
加賀須野橋
- 3代目加賀須野橋
- 北東方面より
- 北側正面
- 北側正面